# Ronde van de Algarve 2001
De Ronde van de Algarve 2001 (Portugees: Volta ao Algarve 2001) werd gehouden van 11 tot en met 15 februari in het zuiden van Portugal. Het was de 27ste editie van deze rittenkoers. De ronde wordt sinds 1960 georganiseerd. Titelverdediger was de Zwitser Alex Zülle. Van de 159 gestarte renners bereikten 133 de eindstreep in Loulé.

## Klassementsleiders
| Etappe      | Winnaar            | Algemeen         | Punten       | Berg          | Sprint            |
| 1           | Endrio Leoni       | Endrio Leoni     | Endrio Leoni | Rafael Díaz   | Orlando Rodrigues |
| 2           | Endrio Leoni       | Endrio Leoni     | Endrio Leoni | ??            | ??                |
| 3           | José Azevedo       | José Azevedo     | Endrio Leoni | ??            | ??                |
| 4           | Endrio Leoni       | Andrea Ferrigato | Endrio Leoni | Pedro Martins | Pedro Martins     |
| 5           | Saulius Šarkauskas | Andrea Ferrigato | Endrio Leoni | José Azevedo  | Pedro Martins     |
| Eindstanden | Eindstanden        | Andrea Ferrigato | Endrio Leoni | José Azevedo  | Pedro Martins     |

## Etappe-uitslagen

### 1e etappe
| Tavira – Tavira (171,7 km) |                 |                   |          |
| Plaats                     | Naam            | Ploeg             | Tijd     |
| Winnaar                    | Endrio Leoni    | Alessio           | 4u17'30" |
| 2                          | Stéphane Barthe | US Postal Service | z.t.     |
| 3                          | Steven de Jongh | Rabobank          | z.t.     |

### 2e etappe
| Castro Marim – Albufeira (168,3 km) |                    |          |          |
| Plaats                              | Naam               | Ploeg    | Tijd     |
| Winnaar                             | Endrio Leoni       | Alessio  | 4u19'17" |
| 2                                   | Steven de Jongh    | Rabobank | z.t.     |
| 3                                   | Saulius Šarkauskas | LA-Pecol | z.t.     |

### 3e etappe
| Faro – Fóia (170,5 km) |                  |          |          |
| Plaats                 | Naam             | Ploeg    | Tijd     |
| Winnaar                | José Azevedo     | ONCE     | 4u07'08" |
| 2                      | Andrea Ferrigato | Alessio  | z.t.     |
| 3                      | Michael Boogerd  | Rabobank | +00' 05" |

### 4e etappe
| Portimão – Portimão (169,9 km) |                 |                  |          |
| Plaats                         | Naam            | Ploeg            | Tijd     |
| Winnaar                        | Endrio Leoni    | Alessio          | 3u44'07" |
| 2                              | Steven de Jongh | Rabobank         | z.t.     |
| 3                              | Nuño Marta      | Porta da Ravessa | z.t.     |

### 5e etappe
| Loulé – Loulé (174,8 km) |                        |                    |          |
| Plaats                   | Naam                   | Ploeg              | Tijd     |
| Winnaar                  | Saulius Šarkauskas     | LA-Pecol           | 4u24'34" |
| 2                        | Aitor González Jiménez | Kelme-Costa Blanca | z.t.     |
| 3                        | Torsten Schmidt        | Team Gerolsteiner  | z.t.     |

## Eindklassementen
| Plaats    | Naam                   | Ploeg              | Tijd      |
| --------- | ---------------------- | ------------------ | --------- |
| Gele trui | Andrea Ferrigato       | Alessio            | 20u52'21" |
| 2         | José Azevedo           | ONCE               | + 00' 07" |
| 3         | Melchor Mauri          | Milaneza-MSS       | + 00' 21" |
| 4         | Rui Miguel Sousa       | Porta da Ravessa   | + 00' 22" |
| 5         | Federico Morini        | Team Gerolsteiner  | + 00' 23" |
| 6         | Michael Boogerd        | Rabobank           | z.t.      |
| 7         | Andrej Zintsjenko      | LA-Pecol           | z.t.      |
| 8         | Mikel Zarrabeitia      | ONCE               | + 00' 24" |
| 9         | Aitor González Jiménez | Kelme-Costa Blanca | + 00' 25" |
| 10        | Vjatsjeslav Jekimov    | US Postal Service  | z.t.      |
|           |                        |                    |           |
| 42        | Marc Wauters           | Rabobank           | + 06' 45" |

| Plaats      | Naam               | Ploeg    | Punten |
| ----------- | ------------------ | -------- | ------ |
| Groene trui | Endrio Leoni       | Alessio  | 75     |
| 2           | Steven de Jongh    | Rabobank | 56     |
| 3           | Saulius Šarkauskas | LA-Pecol | 51     |

| Plaats    | Naam          | Ploeg            | Punten |
| --------- | ------------- | ---------------- | ------ |
| Rode trui | José Azevedo  | ONCE             | 18     |
| 2         | Vidal Fitas   | Porta da Ravessa | 14     |
| 3         | Pedro Martins | Gresco-Tavira    | 11     |

| Plaats     | Naam             | Ploeg         | Punten |
| ---------- | ---------------- | ------------- | ------ |
| Witte trui | Pedro Martins    | Gresco-Tavira | 16     |
| 2          | Andrea Ferrigato | Alessio       | 12     |
| 3          | Melchor Mauri    | Milaneza-MSS  | 6      |

| Plaats | Ploeg             | Tijd      |
| ------ | ----------------- | --------- |
|        | ONCE              | 62u38'29" |
| 2      | Milaneza-MSS      | +00' 53"  |
| 3      | US Postal Service | +01' 50"  |

1960 · 1961 · 1962-1976 · 1977 · 1978 · 1979 · 1980 · 1981 · 1982 · 1983 · 1984 · 1985 · 1986 · 1987 · 1988 · 1989 · 1990 · 1991 · 1992 · 1993 · 1994 · 1995 · 1996 · 1997 · 1998 · 1999 · 2000 · 2001 · 2002 · 2003 · 2004 · 2005 · 2006 · 2007 · 2008 · 2009 · 2010 · 2011 · 2012 · 2013 · 2014 · 2015 · 2016 · 2017 · 2018 · 2019 · 2020 · 2021 · 2022 · 2023 · 2024 · 2025